# Titularbistum Thérouanne
Thérouanne (lat.: Morinensis) ist ein Titularbistum der römisch-katholischen Kirche.
Es geht zurück auf das im 7. Jahrhundert errichtete Bistum Thérouanne in der fränkischen Stadt Thérouanne. Nach der Verwüstung der Stadt durch Karl V. wurde das Bistum aufgehoben und ging 1567 im Bistum Boulogne auf. Nach dessen Aufhebung gehört das Bistumsterritorium seit 1801 zum Bistum Arras.
Papst Benedikt XVI. stellte den Bischofssitz im Januar 2009 als Titularsitz wieder her. Im Januar 2019 wurde er erstmals vergeben.
| Titularbischöfe von Thérouanne |                       |                                   |                |               |
| Nr.                            | Name                  | Amt                               | von            | bis           |
| 1                              | Jean-Pierre Vuillemin | Weihbischof in Metz (Frankreich)  | 8. Januar 2019 | 3. April 2023 |
| 2                              | Étienne Vető ICN      | Weihbischof in Reims (Frankreich) | 26. Juni 2023  |               |